# U-602
| U-602 | U-602 | U-602 |
| --- | --- | --- |
| U 602 | | |
| | | |
| Зображення підводного човна підтипу VIIC                                                                     | | |
| Верф | Blohm + Voss, Гамбург                                                                                              | Blohm + Voss, Гамбург                                                                                              |
| Під прапором                                                                                                 | Третій Рейх | Третій Рейх |
| Належність                                                                                                   | Крігсмаріне | Крігсмаріне |
| Порт приписки                                                                                                | Кіль, Сен-Назер, Ла-Спеція, Тулон                                                                                  | Кіль, Сен-Назер, Ла-Спеція, Тулон                                                                                  |
| Замовлення                                                                                                   | 22 травня 1940 | 22 травня 1940 |
| Закладений                                                                                                   | 8 лютого 1941 | 8 лютого 1941 |
| Спуск на воду                                                                                                | 30 жовтня 1941 | 30 жовтня 1941 |
| Введений до складу флоту                                                                                     | 29 грудня 1941 | 29 грудня 1941 |
| На службі | 1941—1943 | 1941—1943 |
| Загибель | після 19 квітня 1943 року зниклий безвісти у Середземному морі північніше Орана                                    | після 19 квітня 1943 року зниклий безвісти у Середземному морі північніше Орана                                    |
| Сучасний статус                                                                                              | зниклий безвісти                                                                                                   | зниклий безвісти                                                                                                   |
| Бойовий досвід                                                                                               | Друга світова війна Битва на Середземному морі * Кампанія U-Boot на Середземному морі                              | Друга світова війна Битва на Середземному морі * Кампанія U-Boot на Середземному морі                              |
| Проєкт | | |
| Тип ПЧ | середній торпедний ДПЧ                                                                                             | середній торпедний ДПЧ                                                                                             |
| Вартість | 4 714 000 ℛℳ | 4 714 000 ℛℳ |
| Основні характеристики                                                                                       | | |
| Швидкість (надводна)                                                                                         | 17,9 вузла | 17,9 вузла |
| Швидкість (підводна)                                                                                         | 8 вузлів | 8 вузлів |
| Робоча глибина занурення                                                                                     | 100 м | 100 м |
| Гранична глибина занурення                                                                                   | 220 м | 220 м |
| Автономність плавання                                                                                        | 135—174 км на швидкості 4 вузли (в підводному положенні) 11 470 км на швидкості 10 вузлів (у надводному положенні) | 135—174 км на швидкості 4 вузли (в підводному положенні) 11 470 км на швидкості 10 вузлів (у надводному положенні) |
| Екіпаж | 44—60 осіб | 44—60 осіб |
| Розміри | | |
| Довжина найбільша (по КВЛ)                                                                                   | 67,1 м | 67,1 м |
| Ширина корпусу найб.                                                                                         | 6,2 м | 6,2 м |
| Висота | 9,6 м | 9,6 м |
| Середня осадка (по КВЛ)                                                                                      | 4,74 м | 4,74 м |
| Водотоннажність надводна                                                                                     | 769 т | 769 т |
| Силова установка                                                                                             | | |
| дизель-електрична; 2 дизельних двигуни MAN M 6 V 40/46, 2 електродвигуни Siemens-Schuckert-Werke GU 343/38-8 | | |
| Гвинти | 2 | 2 |
| Потужність                                                                                                   | 2800—3200 к.с. (дизелі) 750 к.с. (електродвигуни)                                                                  | 2800—3200 к.с. (дизелі) 750 к.с. (електродвигуни)                                                                  |
| Озброєння | | |
| Артилерія | 1 × 88-мм палубна гармата SK C/35                                                                                  | 1 × 88-мм палубна гармата SK C/35                                                                                  |
| Торпедно- мінне озброєння                                                                                    | 4 носових і один кормовий ТА 14 торпед або 26 мін TMA                                                              | 4 носових і один кормовий ТА 14 торпед або 26 мін TMA                                                              |
| ППО | 1 × 37-мм зенітна гармата Flak M42 2 × 20-мм зенітні гармати FlaK 30                                               | 1 × 37-мм зенітна гармата Flak M42 2 × 20-мм зенітні гармати FlaK 30                                               |

U-602 — німецький середній підводний човен типу VIIC, що входив до складу Військово-морських сил Третього Рейху за часів Другої світової війни. Закладений 8 лютого 1941 року на верфі № 578 Blohm + Voss у Гамбурзі. Спущений на воду 30 жовтня 1941 року. 29 грудня 1941 року корабель увійшов до складу 5-ї навчальної флотилії ПЧ ВМС нацистської Німеччини. Єдиним командиром човна був капітан-лейтенант Філіпп Шюлер.

## Історія
U-602 належав до німецьких підводних човнів типу VIIC, найчисельнішого типу субмарин Третього Рейху, яких випущено 703 одиниці. Службу розпочав у складі 5-ї навчальної флотилії ПЧ. 1 жовтня 1942 року продовжив службу у складі 7-ї флотилії ПЧ. В період з вересня 1942 до квітня 1943 року U-602 здійснив 4 бойових походи в Атлантичний океан та Середземне море, під час яких спричинив тотальних руйнувань одному військовому кораблю (1 540 т), що не підлягав відновленню.
Востаннє U-602 вийшов на зв'язок 19 квітня 1943 року північніше Орана. 23 квітня човен був оголошений зниклим безвісти після того, як неодноразово не повідомляв про свою місцеположення.

## Перелік уражених U-602 суден у бойових походах
| №                                                          | Дата          | Командир            | Назва        | Тип                   | Належність                              | Водотоннажність (брт) | Вантаж | Конвой | Результат та координати                                                         | Наслідки атаки для екіпажу      | Прим.             |
| ---------------------------------------------------------- | ------------- | ------------------- | ------------ | --------------------- | --------------------------------------- | --------------------- | ------ | ------ | ------------------------------------------------------------------------------- | ------------------------------- | ----------------- |
| Другий похід (01.12—21.12.1942, 21 доба; Лор'ян—Ла-Спеція) |               |                     |              |                       |                                         |                       |        |        |                                                                                 |                                 |                   |
| 1                                                          | 9 грудня 1942 | Kptlt. Філіпп Шюлер | «Поркьюпайн» | ескадрений міноносець | Військово-морські сили Великої Британії | 1 540                 |        |        | тотально зруйнований 36°40′ пн. ш. 00°04′ зх. д. / 36.667° пн. ш. 0.067° зх. д. | ? (7 загинули та решта вціліли) | есмінець типу «P» |